# トルコ国営放送
トルコ国営放送（トルコこくえいほうそう, トルコ語: Türkiye Radyo Televizyon Kurumu, TRT, トルコ・ラジオ・テレビ協会とも）はトルコの国営テレビ・ラジオ局。

## 概要

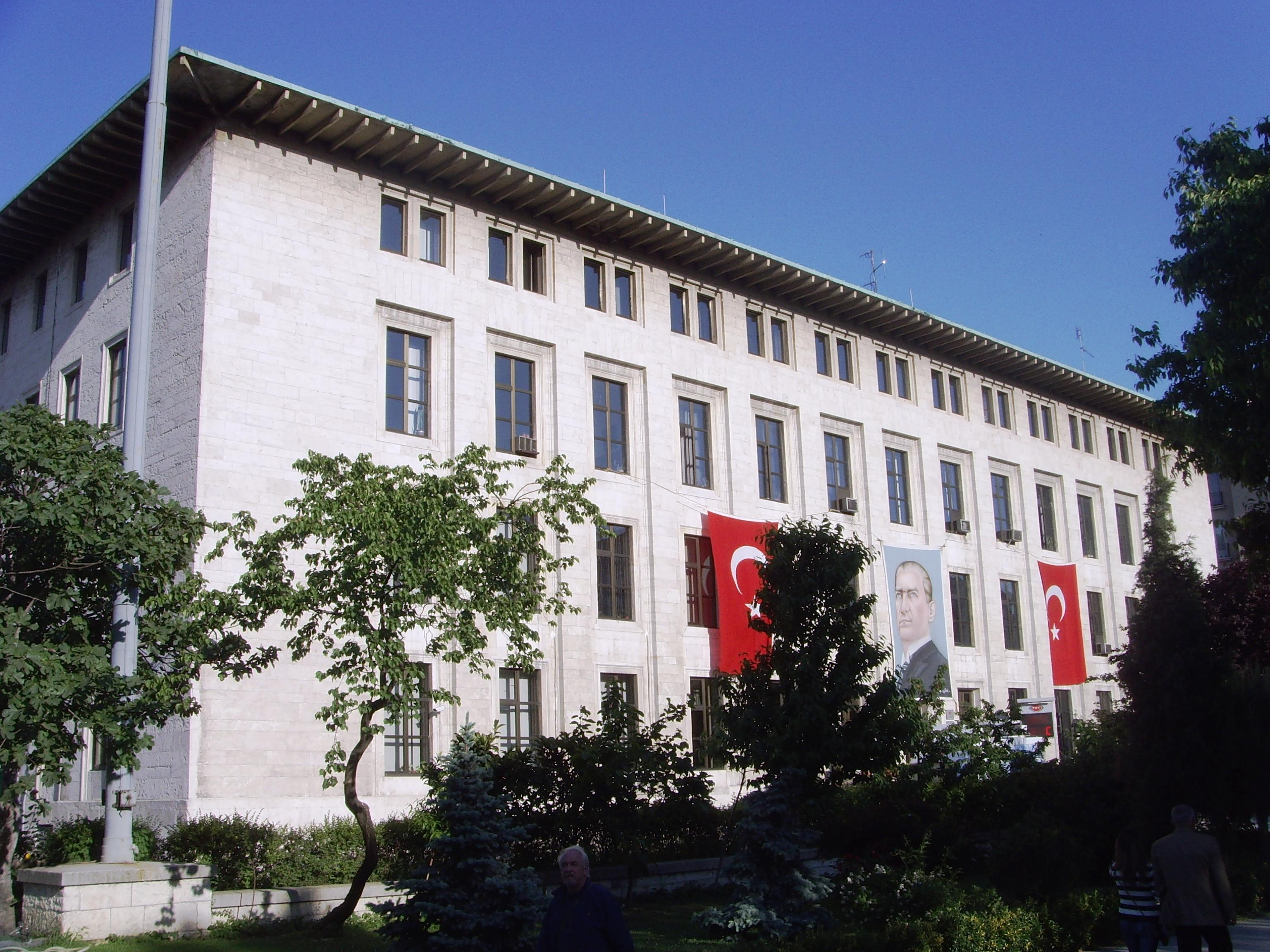
イスタンブールのTRT社屋

TRTの前身は1926年にイスタンブールにて開局したトルコラジオ（Türkiye Radyoları）である。1950年設立の欧州放送連合の23社の創設メンバーだった。1964年にテレビ放送を実施するためにTRTが発足した。発足後1971年の書簡によるクーデタの後に「政治的中立」のために自律性が認められなくなった。1990年にラジオ、1992年にテレビ放送に民間の商業放送が参入が認められるまで唯一の放送局だった
予算の約7割が電気料金に自動的に課される受信料とテレビ受像機とラジオ受信機に課される消費税によって賄われている。残りの3割のうち、2割が政府からの補助金、1割がCM料収入となっている。TRTは政府所有だが、CM放映は認めている。
アンカラ、イスタンブール、イズミルに放送拠点を持っている。
現在、国内向けのテレビ・ラジオ放送のほか、ラジオと衛星放送による国際放送を行っている。

### テレビ放送
1968年1月31日にTRT1が開局。1973年には初のユーロビジョン制作のサッカー国際親善試合「 トルコVS イタリア」を1974 FIFAワールドカップ・ヨーロッパ予選として放送した。放送開始以来全て白黒放送であったが、1981年12月31日にカラー放送の試験放送が開始され、1984年3月15日より全ての放送がカラー化された。

## 主要チャンネル

### テレビ
- TRT 1
- TRT Haber
- Trt Spor-Parliament
- TRT Gap
- TRT Çocu
- TRT 5 Anadolu
- TRT 6
- TRT el Türkiye（アラビア語向け）
- TRT Müzik（音楽チャンネル）
- TRT Belgesel（ドキュメンタリー専門）
- TRT HD

### 国際放送
- TRT Türk
- TRT Avaz（テュルク系諸国向け）
- TRT WORLD (英語によるニュースチャンネル)[5]

## ラジオ
- Radyo 1
- TRT FM
- Radyo 3
- Radyo 4
- Radyo 6（クルド人向け放送）
- TRT Radyo Haber
- TRT Nağme
- TRT Avrupa FM（欧州諸国在住のトルコ人向け放送）
- TRT Türkü

### 国際放送
- トルコの声
- TRT日本語